# 尼永河
尼永河（法語：Nyong）是非洲中西部國家喀麥隆的河流，河道全長約640公里，最終注入畿內亞灣，流域面積28,000平方公里，河畔城鎮有姆巴爾馬約、阿科諾林加和阿邦姆邦等。